# Frederick Hopkins
Sir Frederick Gowland Hopkins (ur. 20 czerwca 1861 w Eastbourne, zm. 16 maja 1947 w Cambridge) – brytyjski biochemik, laureat Nagrody Nobla (1929).

## Życiorys
Studiował na University College London. Naukę kontynuował w londyńskim akademickim centrum zdrowia Guy's Hospital, gdzie w 1894 ukończył medycynę, a następnie przez cztery lata uczył tam fizjologii i toksykologii. Od 1914 był profesorem biochemii na Uniwersytecie w Cambridge.
Prowadził badania w dziedzinie biochemii (metabolizm) i dietetyki. Był jednym z pionierów nauki o witaminach. W 1892 opracował metodę ilościowego oznaczania kwasu moczowego w płynach ustrojowych. W 1901 wyizolował (razem z S.W. Cole’em) aminokwas tryptofan. W 1906 wyjaśnił rolę kwasu mlekowego w pracy mięśni oraz wyodrębnił substancję, którą określił jako „dodatkowe czynniki pokarmowe”, a nazwaną później witaminą A. W 1921 wyodrębnił glutation – czynnik oddychania komórkowego i pośredniego metabolizmu.
W 1929 roku otrzymał Nagrodę Nobla w dziedzinie fizjologii lub medycyny za wyodrębnienie witaminy A. Razem z nim nagrodą uhonorowano Holendra Christiaana Eijkmana, odkrywcę witaminy B1.
Od 1805 był członkiem Royal Society, a w latach 1930 do 1935 jego prezesem. W 1918 przyznano mu Royal Medal, w 1926 Medal Copleya. Był członkiem licznych towarzystw i akademii naukowych, w tym od 1925 Polskiej Akademii Umiejętności. W 1925 król Anglii Jerzy V nadał mu tytuł szlachecki. W 1935 został odznaczony Orderem Zasługi.